# Norman Hallows

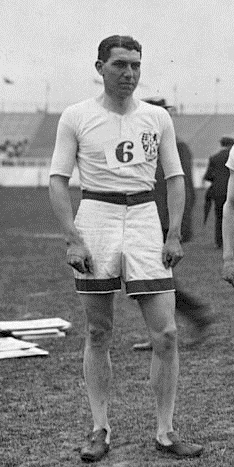
Norman Hallows, 1908

Norman Hallows (Norman Frederic Hallows; * 29. Dezember 1886 in Doncaster; † 16. Oktober 1968 in Marlborough) war ein britischer Leichtathlet, der zu Beginn des 20. Jahrhunderts als Mittelstreckenläufer erfolgreich war. Er war 1,75 m groß und 60 kg schwer.

## Ausbildung und Beruf
Hallows war Zögling der Felsted School. Anschließend besuchte er in Oxford das Keble College sowie die Universität und ging dann zum Studium nach Leeds, bevor er am St Thomas’ Hospital in London seine Ausbildung zum Arzt abschloss.
Er nahm als Mitglied des Roten Kreuzes und des Royal Army Medical Corps am Balkankrieg 1912–13 bzw. am Ersten Weltkrieg teil. Nach dem Krieg wurde er Schularzt am Marlborough College.

## Sportliche Karriere
Norman Hallows war in den Jahren 1905, 1907 und 1908 dreimal in Folge Sieger über 3 Meilen und im Jahr 1909 Zweiter über 1 Meile beim Hochschulvergleich Oxford vs. Cambridge. Im Jahr 1908 nahm er an den Olympischen Spielen in London teil, wo er über 1500 Meter sowie im Mannschaftslauf über 3 Meilen an den Start ging. Über 1500 Meter gewann er seinen Vorlauf in 4:03,4 min und stellte damit einen neuen olympischen Rekord auf. Exakt die gleiche Zeit lief im anschließenden Finale auch der Olympiasieger – allerdings hieß er nicht Hallows, sondern Mel Sheppard. Hallows erzielte mit 4:04,0 min jedoch ebenfalls eine Klassezeit, die ihm die Bronzemedaille eintrug. Silber ging an seinen Landsmann Harold Wilson (4:03,6 min). Im Finale des 3-Meilen-Mannschaftslauf belegte er den siebten Gesamtplatz. Er kam damit allerdings nicht in die Wertung, da nur die drei besten Läufer jedes Teams gezählt wurden und auf den ersten drei Gesamtplätzen bereits seine Mannschaftskollegen eingelaufen waren.

## Persönliche Bestleistungen
Als persönliche Bestzeiten werden für Norman Hallows angegeben:
- 1500 Meter: 4:03,4 min, 1908
- 1 Meile: 4:30,0 min, 1909
- 3 Meilen: 14:53,4 min, 1908

## Weblink
- Norman Hallows in der Datenbank von Olympedia.org (englisch)

| Personendaten    | Personendaten                                 |
| ---------------- | --------------------------------------------- |
| NAME             | Hallows, Norman                               |
| ALTERNATIVNAMEN  | Hallows, Norman Frederic (vollständiger Name) |
| KURZBESCHREIBUNG | britischer Mittelstreckenläufer               |
| GEBURTSDATUM     | 29. Dezember 1886                             |
| GEBURTSORT       | Doncaster, South Yorkshire                    |
| STERBEDATUM      | 16. Oktober 1968                              |
| STERBEORT        | Marlborough, Wiltshire                        |